# George Woolf
George Monroe Woolf, född 31 maj 1910 i Cardston i Alberta i Kanada, död 4 januari 1946 i Arcadia i Kalifornien i USA, var en kanadensisk galoppjockey, mest känd som jockey till Seabiscuit 1938.

## Karriär
Woolf började sin professionella karriär som jockey 1928 i Vancouver i British Columbia. Han red även löp i Tijuana i Mexiko, innan han sökte sig till before going to Arcadia i Kalifornien, där han skapade sig sin bas.
Hans hemmabana blev då Santa Anita Park, där Woolf blev en av de bästa jockeys på sin tid. Andra jockeys och fans kallade Woolf för "The Iceman", då han visat tålamod och kyla i löpen innan han avancerat med hästarna. Han visade även lugn och kyla inför större löp, och kunde lugnt ligga och vila.
Woolf fick diagnosen typ 1-diabetes under sin karriär som jockey. Ett par år innan, innan upptäckten av insulin, hade en sådan diagnos varit dödlig. På grund av diagnosen kunde Woolf endast rida mellan 150 och 200 löp varje år, jämfört med de flera tusen löp som andra jockeys red per år.
Woolf blev historisk 1935, då han red Azucar till seger i USA:s första 100 000 dollarlöp, Santa Anita Handicap, och besegerade bland annat Equipoise och Twenty Grand. Woolf kom på andra plats i Kentucky Derby två gånger, och segrade i Preakness Stakes 1936.
Han red även Seabiscuit till seger i matchlöpet över storfavoriten War Admiral (som hade vunnit Triple Crown), då ordinarie jockeyn Red Pollard var skadad.

### Död
Under det fjärde löpet på Santa Anita Park den 3 januari 1946 föll Woolf av sin häst, Please Me. Woolf fick en hjärnskakning och kördes till sjukhus, där han avled följande dag.
Woolf begravdes på Forest Lawn Memorial Park Cemetery i Glendale i Kalifornien. Countrymusikern Gene Autry sjöng på hans begravning.

## Utmärkelser
Vid sin död var Woolf en av landets bästa och mest respekterade jockeys. Han var även en publikfavorit, vilket ledde till att priset George Woolf Memorial Jockey Award instiftades. Under sin karriär (1928–1946) hade Woolf 3 784 uppsittningar, 721 segrar (19.1%), 589 andraplatser och 468 tredjeplatser.
- 1950 restes en fullstor bronsstaty av Woolf till hans ära på Santa Anita Park. Pengarna samlades in av fans från 1948.[3]
- 1955 valdes Woolf postumt in i National Museum of Racing and Hall of Fame.[4]
- 1956 valdes Woolf postumt in i Canada's Sports Hall of Fame.[5]
- 1976 valdes Woolf postumt in i Canadian Horse Racing Hall of Fame.[6]
- Den 17 juli 2010, på Woolfs 100:e födelsedag, restes en fullstor staty över honom i hans hemstad Cardston i Alberta på Remington Carriage Museum. Bronsstatyn donerades av Jack och Ida Lowe, och skulpterades av Don Toney. Statyn skildrar när Woolf rider Seabiscuit till seger över War Admiral i matchlöpet 1938.[7]

## I populärkultur
- I filmen The Black Stallion från 1979, sägs Woolf vara en av de bästa jockeys någonsin.
- I filmen Seabiscuit från 2003, porträtteras Woolf av jockeyn Gary Stevens, som också blivit invald i National Museum of Racing and Hall of Fame. Stevens fick utmärkelsen George Woolf Memorial Jockey Award 1996.